# ادبیات داستانی وسترن

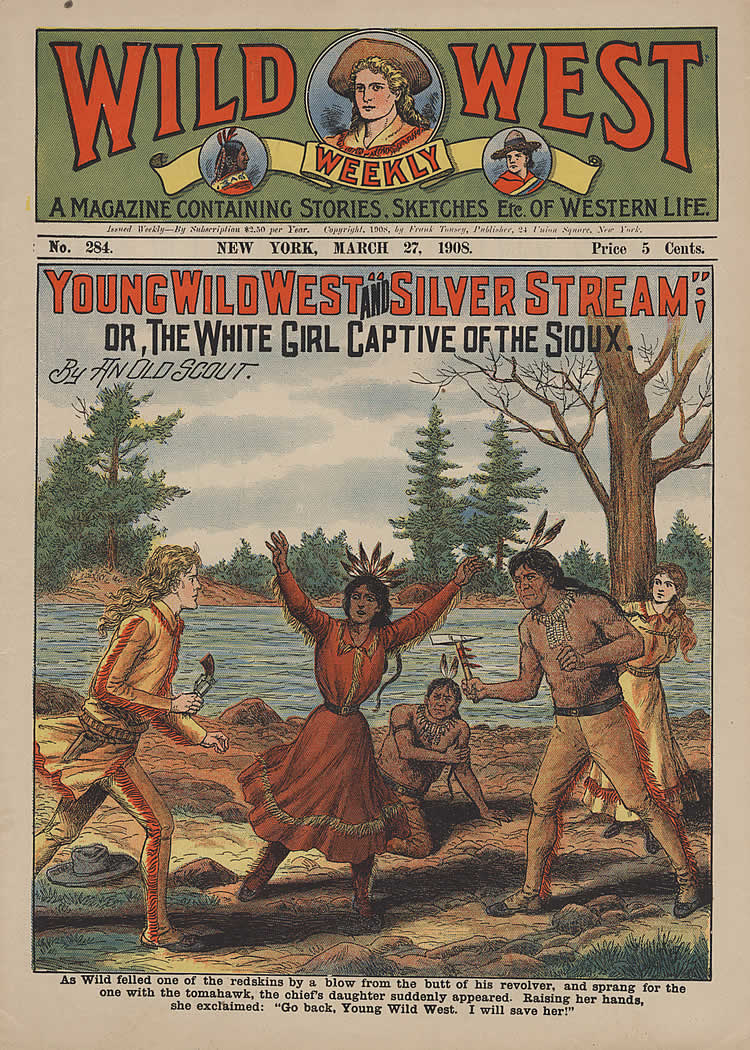
جلد مجله غرب وحشی (۱۹۰۸) شماره ۲۸۴

ادبیات داستانی وِسترن (انگلیسی: Western fiction) ژانری از ادبیات است که رویدادهای آن در مرزهای قدیمی غربی آمریکا و معمولاً از اواخر قرن هجدهم تا اواخر قرن نوزدهم اتفاق می‌افتد. نویسندگان مشهور داستان‌های وسترن عبارتند از زین گری از اوایل قرن بیستم و لوئیس لامور از اواسط قرن بیستم. این ژانر در اوایل دهه ۱۹۶۰ به اوج خود رسید که عمدتاً به دلیل محبوبیت وسترن‌های تلویزیونی مانند بونانزا بود. تعداد خوانندگان این آثار در اواسط تا اواخر دهه ۱۹۷۰ شروع به کاهش نهاد و در دهه ۲۰۰۰ به پایین‌ترین سطح خود رسید. اکثر کتابفروشی‌ها، بجز چند ایالت در غرب آمریکا، فقط تعداد کمی از کتاب‌های داستانی وسترن را در خود جای داده‌اند.